# Filosofia dos direitos humanos
A filosofia dos direitos humanos busca examinar a base conceitual subjacente aos direitos humanos e analisa criticamente seu conteúdo e suas justificativas. Neste ramo de estudos, várias abordagens teóricas foram propostas para explicar como e por que a ideia de direitos humanos veio a se desenvolver.
Uma das vertentes filosóficas ocidentais mais antigas sobre direitos humanos entende que eles são produto de uma lei natural, tendo por base diferentes fundamentos filosóficos ou religiosos. Outras vertentes argumentam que os direitos humanos codificam o comportamento humano e a moral, sendo um produto desenvolvido por um processo de evolução biológica e social (visão associada a David Hume). Os direitos humanos também são descritos como um padrão sociológico de estabelecimento de regras, conforme sugerido na teoria sociológica do Direito de Max Weber, ou de que os indivíduos em uma sociedade aceitam regras de autoridades legítimas em troca de segurança e vantagens econômicas, em uma espécie de contrato social, conforme teorizado por John Rawls. 
As duas teorias que dominam a discussão contemporânea sobre direitos humanos são a teoria do interesse e a teoria da vontade. A teoria do interesse argumenta que a principal função dos direitos humanos é proteger e promover certos interesses humanos essenciais, enquanto a teoria da vontade tenta estabelecer a validade dos direitos humanos com base na capacidade humana única de liberdade. 

## Direitos naturais
As teorias do direito natural procuram dar fundamento aos direitos humanos com base em preceitos de ordem moral, religiosa ou mesmo biológica. Direito "natural" é aquele que independe de leis ou tradições humanas transitórias. 
Na tradição filosófica ocidental, os primeiros escritos sobre direitos naturais remontam à antiguidade clássica. Na Grécia Antiga, Sócrates e seus herdeiros filosóficos, Platão e Aristóteles, postulavam a existência da justiça natural ou direito natural (δίκαιον φυσικόν dikaion physikon ; latim ius naturale ), sendo Aristóteles frequentemente considerado o pai do direito natural, sobretudo em interpretações de sua obra pelo filósofo e teólogo cristão Tomás de Aquino. Ainda entre os filósofos greco-romanos, os estóicos também contribuíram para o desenvolvimento do pensamento sobre justiça natural.  
Entre os primeiros teóricos cristãos, os chamados Padres da Igreja buscaram incorporar o conceito de lei natural – até então pagão – ao cristianismo. Tiveram grande destaque como proponentes dessa visão Tomás de Aquino, Francisco Suárez e Richard Hooker, entre os religiosos. Posteriormente, pensadores sem vínculo religioso direto, como Thomas Hobbes, Hugo Grotius, Samuel von Pufendorf e John Locke, aprofundaram o tema. 

#### Visões de fora da Europa
Um dos mais importantes direitos humanos naturais é o direito à vida, um conceito que encontra acolhida inclusive em algumas sociedades fora da tradição ocidental. Textos indianos antigos sugerem que Mahavira, o fundador da seita jainista, foi um dos fundadores do conceito do Direito à Vida. Seus ensinamentos e princípios se concentravam na doutrina ou filosofia "Viva e Deixe Viver", baseado no princípio da não-vigilância.
No século XVI, quando solicitado pela Monarquia Espanhola a investigar a legitimidade das reivindicações de domínio de terras por povos indígenas da América Latina, Francisco de Vitoria formulou uma teoria de direitos naturais exposta especialmente em sua obra Relectio de Indis. 

#### 'Dignidade humana'
Existem formas emergentes e seculares da teoria de direito natural que definem os direitos humanos como derivados da noção de "dignidade" humana universal. Dignidade tornou-se termo-chave para a discussão dos direitos humanos, tendo a Declaração Universal dos Direitos Humanos justificado suas reivindicações com um apelo à dignidade humana, não com base em qualquer conceituação filosófica.  O termo “direitos humanos” substituiu o termo “direitos naturais” em popularidade, porque os direitos são cada vez menos vistos resultante de lei natural.

#### Reciprocidade
A Regra de Ouro, ou a ética da reciprocidade, estabelece que devemos tratar os outros da mesma forma como gostaríamos de ser tratados; o princípio é que o reconhecimento recíproco e o respeito aos direitos garantem que os nossos próprios direitos sejam assegurados. Este princípio pode ser encontrado em todas as principais religiões do mundo, apenas em formas ligeiramente diferentes, e foi consagrado na "Declaração Rumo a uma Ética Global" pelo Parlamento das Religiões do Mundo em 1993.

## Contrato social
No século XVII, filósofo inglês Thomas Hobbes formulou a teoria contratualista do positivismo jurídico, partindo do princípio de que o homem no "estado de natureza" – isto é, sem uma "comunidade" (um estado) – está em estado de guerra constante de todos contra todos e, em temor por sua vida ou por sua propriedade, aceita o poder de um soberano (não havendo propriedade nem direito sem um soberano para defini-los). Segundo Hobbes, a lei natural é a forma como um ser humano racional, buscando sobreviver e prosperar, procura se organizar; o primeiro princípio da lei natural é a busca da paz, na qual se compreende sua autopreservação. 
Hobbes chegou ao conceito de "lei natural" (termo que considerava equivocado, pois não haveria "lei" sem uma comunidade) ao considerar os interesses naturais da humanidade. Para ele, a única maneira de a lei natural prevalecer seria os seres humanos concordarem em criar uma comunidade em que se submetessem ao comando de um soberano, seja um indivíduo ou uma assembleia de indivíduos. Nisto estão os fundamentos da teoria de um contrato social entre governados e governante.
Hugo Grotius baseou sua filosofia do direito internacional no direito natural. Ele escreveu que "nem mesmo a vontade de um ser onipotente pode mudar ou revogar [a lei natural]", que "preservaria sua validade objetiva mesmo se assumíssemos o impossível, que Deus não existe ou que não se importa com os assuntos humanos" (De iure belli ac pacis, Prolegomeni XI). Este é o famoso argumento etiamsi daremus (non esse Deum), que tornou o direito natural independente da teologia.
John Locke incorporou a lei natural em muitas de suas teorias e visão filosófica, especialmente na obra Dois Tratados sobre Governo. Locke inverteu a prescrição de Hobbes, dizendo que, se o governante fosse contra a lei natural e falhasse em proteger "a vida, a liberdade e a propriedade", as pessoas poderiam justificadamente derrubar o estado existente e criar um novo.

## Críticas aos direitos humanos
A ideia de direitos humanos não está isenta de críticas. Jeremy Bentham, Edmund Burke, Friedrich Nietzsche e Karl Marx são exemplos de filósofos históricos que criticaram a noção de direitos naturais. Alasdair MacIntyre é um importante crítico contemporâneo dos direitos humanos. Suas críticas são discutidas abaixo.

#### Edmund Burke
Edmund Burke foi um filósofo, teórico político e estadista do século XVIII, amplamente associado à escola do conservadorismo. Suas opiniões sobre os direitos naturais são melhor articuladas em Reflexões sobre a Revolução na França, que atacou diretamente a Declaração dos Direitos do Homem e do Cidadão (1789) e seus autores. 
Em contraste com Locke, Burke não acreditava que o propósito do governo fosse proteger direitos naturais pré-existentes;  ele acreditava que “os direitos primitivos do homem passam por uma variedade tão grande de refrações e reflexões, que se torna absurdo falar deles como se continuassem na simplicidade de sua direção original”.  Para Burke, era o governo, como resultado de uma longa evolução social, que transformava os direitos naturais sem sentido em vantagens práticas oferecidas aos cidadãos. 
Não foram os direitos em si, mas sim o nível de abstração e a sua colocação acima do governo que Burke achou perigosos.  Ele afirmou que “aqueles que destroem importantes estabelecimentos antigos, que destroem arbitrariamente modos de administração e instituições públicas… são os mais perversos e, portanto, os mais perversos dos homens”.  Para Burke, a política não tinha respostas simples e, definitivamente, nenhuma máxima abrangente e universal como as expressas na Declaração .  Em vez disso, os direitos concedidos aos indivíduos deveriam ser avaliados no contexto do quadro social.  No entanto, ele reconheceu que a simplicidade da Declaração era atraente e temia a sua capacidade de minar a ordem social. 

#### Jeremy Bentham
O filósofo utilitarista do século XVIII Jeremy Bentham criticou a Declaração dos Direitos do Homem e do Cidadão em seu texto Falácias Anárquicas . Ele afirmou, de forma famosa, que o conceito de direitos naturais era “um disparate sobre palafitas”.  Bentham criticou a Declaração tanto pela linguagem que adotou, como pelas teorias que apresentou, afirmando: “Olhe para a letra e encontrará um disparate; olhe para além da letra e não encontrará nada.” 
Uma das críticas que Bentham dirigiu à Declaração foi a sua afirmação de direitos como normas absolutas e universais.  Ele identificou que direitos absolutos possuídos por todos igualmente não têm sentido e são indesejáveis. Não têm significado porque, se todos têm liberdade ilimitada, por exemplo, não há nada que os impeça de usar essa liberdade para interferir na liberdade de outro. Desta forma, “o governo humano e as leis humanas”  são obrigados a dar limites aos direitos para que estes possam ser realizados.  Mesmo que os defensores dos direitos absolutos reconheçam esta necessidade, como fizeram os proponentes da Declaração, Bentham argumenta que é em vão.  “Seria contraditório, porque estes direitos são, no mesmo fôlego em que são declarados existentes, declarados imprescritíveis; e imprescritível não significa nada a menos que exclua a interferência das leis.” 
Além dessa contradição, Bentham alertou sobre os perigos de expressar direitos em termos absolutos. Um governo capaz de proteger os direitos de todos os indivíduos de forma absoluta e equânime é uma aspiração utópica, mas a Declaração define essa meta como condição para sua legitimidade.  “Contra todo governo que não consiga cumprir estas expectativas em alguma medida, o objetivo declarado desse manifesto é incitar à insurreição.”  Bentham não nega que existam algumas leis que são moralmente erradas; o seu desconforto reside em justificar facilmente um apelo revolucionário às armas – com a violência, o caos e a destruição a ele associados – com base numa lei repugnante. 
Bentham não só pensava que não havia base lógica para a teoria dos direitos naturais, como também acreditava que  sua abordagem individualista era prejudicial à sociedade. 
Bentham acreditava que a sociedade dependia da capacidade das pessoas de buscar o bem maior, não apenas a satisfação de curto prazo de seus próprios desejos. O avanço dos direitos naturais, que ele via como uma celebração do egoísmo, forneceria os meios para quebrar a comunidade social que torna a vida humana suportável. 

#### Crítica marxista
Em " Sobre a Questão Judaica ", Karl Marx criticou a Declaração dos Direitos do Homem e do Cidadão como ideologia burguesa:
Acima de tudo, notamos o fato de que os chamados direitos do homem, os droits de l'homme, distintos dos droits du citoyen, nada mais são do que os direitos de um membro da sociedade civil – ou seja, os direitos do homem egoísta, do homem separado de outros homens e da comunidade. ... de acordo com a Declaração dos Direitos do Homem de 1791: "A liberdade consiste em poder fazer tudo o que não prejudique os outros." Liberdade, portanto, é o direito de fazer tudo que não prejudique ninguém. Os limites dentro dos quais alguém pode agir sem prejudicar outra pessoa são definidos por lei, assim como a fronteira entre dois campos é determinada por um marco de fronteira.
Assim, segundo Marx: "Segurança é o conceito social supremo da sociedade burguesa, o conceito da polícia; toda a sociedade existe apenas para garantir a cada um de seus membros a preservação de sua pessoa, seus direitos e sua propriedade". 
Para Marx, os direitos liberais e as ideias de justiça baseiam-se na ideia de que cada um de nós precisa de proteção contra os demais seres humanos; portanto, os direitos liberais são direitos de separação, projetados para nos proteger de ameaças possíveis imaginadas. Liberdade, nessa visão, é liberdade de interferência. 
O que essa visão nega é a possibilidade — segundo Marx — de que a verdadeira liberdade possa estar em nossas relações com outras pessoas, na comunidade humana, não no isolamento; nesse sentido, insistir em um regime de direitos nos encorajaria a enxergarmos uns aos outros de maneira a minar a possibilidade da verdadeira liberdade encontrada na emancipação humana.
O teórico crítico marxista Slavoj Žižek argumentou que "atitudes liberais em relação ao outro são caracterizadas tanto pelo respeito à alteridade, pela abertura a ela, quanto por um medo obsessivo de assédio. Em suma, o outro é bem-vindo na medida em que sua presença não seja intrusiva, enquanto não for realmente o outro. A tolerância, portanto, coincide com seu oposto. Meu dever de ser tolerante ao outro significa efetivamente que eu não devo me aproximar demasiadamente dele ou dela, não invadir seu espaço — em suma, que eu devo respeitar sua intolerância em relação à minha proximidade excessiva. Isso está emergindo cada vez mais como o direito humano central da sociedade capitalista avançada: o direito de não ser 'assediado', isto é, de ser mantido a uma distância segura dos outros". "Os direitos humanos universais são, com efeito, o direito de homens brancos donos propriedades fazer negócios livremente no mercado, explorar os trabalhadores e às mulheres e exercer dominação política." 

#### Alasdair MacIntyre
Alasdair MacIntyre é um filósofo escocês que publicou uma série de trabalhos em uma variedade de campos filosóficos, incluindo filosofia política, ética e metafísica .  MacIntyre critica o conceito de direitos humanos em After Virtue e afirma, de forma famosa, que “não existem tais direitos, e a crença neles é a mesma que a crença em bruxas e em unicórnios”. 
MacIntyre argumenta que todas as tentativas de justificar a existência dos direitos humanos falharam. As afirmações dos filósofos do século XVIII de que os direitos naturais são verdades autoevidentes, segundo ele, são necessariamente falsas, pois não existem verdades autoevidentes. Ele diz que o apelo que os filósofos do século XX fizeram à intuição mostra uma falha no raciocínio filosófico. MacIntyre então descreve que, embora Ronald Dworkin não esteja errado ao afirmar que a incapacidade de demonstrar uma declaração não implica a sua falsidade, o mesmo argumento pode ser aplicado em relação às bruxas e aos unicórnios. 
MacIntyre fez esta crítica dos direitos humanos no contexto de um argumento mais amplo sobre o fracasso do Iluminismo em produzir um sistema moral coerente.  Os filósofos do Iluminismo procuraram deixar de lado as noções desacreditadas de hierarquia e teleologia como justificativas para a moralidade. Em vez disso, argumenta MacIntyre, o Iluminismo colocou o indivíduo como autoridade soberana para ditar o que é certo e errado. No entanto, as lealdades às noções históricas de moralidade permaneceram e os filósofos procuraram encontrar uma justificação secular e racional para as crenças existentes.  O problema, sustenta MacIntyre, é que a moralidade teleológica foi desenvolvida para superar defeitos na natureza humana; para propor um exemplo do ideal. Sem esta noção de “humanidade perfeita”, o único fundamento restante para construir uma teoria moral era o fundamento da natureza humana imperfeita.  Para MacIntyre, o resultado foi uma coleção de posições morais, cada uma delas afirmando ter uma justificativa racional e cada uma contestando as conclusões das noções rivais. 
MacIntyre acredita que uma série de debates morais contemporâneos que ocorrem na sociedade moderna podem ser explicados como resultado deste fracasso do “Projeto Iluminista”.  Os direitos humanos são um exemplo de uma crença moral, fundada em crenças teleológicas anteriores, que fazem a falsa pretensão de estarem fundamentadas na racionalidade.  Para ilustrar como os princípios levam ao conflito, ele dá o exemplo do aborto ; neste caso, o direito da mãe de exercer controle sobre seu corpo é contrastado com a privação de uma criança ainda não nascida do direito à vida. Embora tanto o direito à liberdade como o direito à vida sejam, por si só, considerados reivindicações moralmente aceitáveis, o conflito surge quando os colocamos um contra o outro. 

#### Teoria do valor e da propriedade
Henrique de Ghent articulou a tese de que cada pessoa tem um interesse de propriedade sobre o seu próprio corpo.  John Locke usa a palavra propriedade em sentido amplo e restrito. Em um sentido amplo, abrange uma ampla gama de interesses e aspirações humanas; mais especificamente, refere-se a bens materiais. Ele argumenta que a propriedade é um direito natural e é derivado do trabalho.  Além disso, a propriedade precede o governo e o governo não pode "dispor arbitrariamente dos bens dos súditos". Negar direitos de propriedade válidos, segundo Locke, é negar direitos humanos. O filósofo britânico teve impactos significativos no desenvolvimento do governo do Reino Unido e foi fundamental para a filosofia fundadora dos Estados Unidos. Mais tarde, Karl Marx criticou a teoria da propriedade de Locke em suas Teorias da Mais-Valia, vendo o início de uma teoria da mais-valia nas obras de Locke. No Segundo Tratado de Locke, ele argumentou que o direito à propriedade privada era ilimitado, desde que ninguém tomasse mais do que pudesse usar sem permitir que qualquer parte de sua propriedade fosse desperdiçada, e que houvesse recursos comuns suficientes de qualidade comparável disponíveis para que outros criassem sua própria propriedade. Locke acreditava que alguns seriam mais "trabalhadores e racionais" do que outros e acumulariam mais propriedades, mas acreditava que isso não causaria escassez. Embora este sistema pudesse funcionar antes da introdução do dinheiro, Marx argumentou em Teorias da Mais-Valia que o sistema de Locke entraria em colapso e afirmou que o dinheiro era uma contradição da lei da natureza na qual a propriedade privada foi fundada. 